# جيرد زيمارمان
جيرد زيمارمان (بالألمانية: Gerhard Zimmermann)‏ هو متزلج سريع ألماني، ولد في 23 سبتمبر 1942 في ميونخ في ألمانيا.

## وصلات خارجية
- جيرد زيمارمان على موقع SpeedSkatingBase.eu (الإنجليزية)
- جيرد زيمارمان على موقع SpeedSkatingNews.info (الإنجليزية)
- جيرد زيمارمان على موقع SpeedSkatingStats.com (الإنجليزية)
- جيرد زيمارمان على موقع اللجنة الأولمبية الدولية (الإنجليزية)
- جيرد زيمارمان على موقع أوليمبيديا (الإنجليزية)